# Temiang (Senayang)
Temiang is een bestuurslaag in het regentschap Lingga van de provincie Riau-archipel, Indonesië. Temiang telt 2030 inwoners (volkstelling 2010).